# 톰 페인 (영화 감독)
톰 페인(Tom Payne, 1914년 10월 4일 ~ 1996년 9월 15일)은 브라질, 미국의 영화 감독, 배우, 각본가이다.
아르헨티나 로마스데사모라에서 태어났다.

## 작품 목록

### 영화 출연
- Curucu, Beast of the Amazon (1956)